# ASSM Elgeco Plus
Der Association Sportive Saint-Michel Elgeco-Plus, kurz ASSM Elgeco Plus, ist ein madagassischer Fußballverein aus der Hauptstadt Antananarivo. Aktuell (Stand Mai 2024) spielt der Verein in der ersten Liga, der Pro League Madagascar.

## Geschichte
Der Verein erstand 2008 aus der Fusion der ehemaligen Vereine Real Elgeco Plus aus Manakara und dem AS Saint Michel.
1971 und 1978 feierte der Verein die Meisterschaft. 1980, 2013, 2014, 2018, 2022, 2023 und 2024 wurde er Pokalsieger.

## Erfolge
- Madagassischer Meister: 1971, 1978
- Madagassischer Pokalsieger: 1980, 2013, 2014, 2018, 2022, 2023[2], 2024.[3]
- Madagassischer Pokalfinalist: 2016

## Stadion
Der Verein trägt seine Heimspiele im Stade de l'Elgeco Plus aus.

## Trainer
| Trainer         | Nation     | von             | bis |
| --------------- | ---------- | --------------- | --- |
| Ruphin Menakely | Madagaskar | Januar 2017     | ?   |
| Auguste Raux    | Madagaskar | 1. Oktober 2022 |     |